# Yamaha XTZ 750 Super Ténéré
La XTZ 750 Super Ténéré est un modèle de moto du constructeur japonais Yamaha.

## Historique
Son nom provient de l'historique de la marque : elle appartient à la lignée des XT, débutée avec la légendaire Yamaha XT 500 et reprend le nom du désert Ténéré déjà porté par le 600 monocylindre de la marque.
L'image commerciale est, bien entendu, les rallyes, notamment le Paris-Dakar. Ces « gros trails » sont aussi capables de rouler hors bitume, mais il vaut mieux se contenter des chemins et pistes, vu le poids de l'engin (189 kg à vide, 226 kg en ordre de marche). Une consommation de 8 l/100 km amène une autonomie dépassant les 300 km.
Elle est importée en France à partir d'avril 1989, disponible d'abord en bleu/blanc et rouge/orange/blanc. Une couleur noire complètera l'offre en décembre 1989.
Une édition spéciale Stéphane Peterhansel, non-numérotée, a vu le jour en 1992 avec la couleur bleue du team Yamaha.
Jusqu'à la fin de sa commercialisation, elle évoluera peu : amélioration du freinage et des repose-pieds passager en 1992 sont les modifications les plus sensibles.
Son bicylindre est architecturé comme un demi-FZ et possède aussi les caractéristiques cinq soupapes par cylindre. Le calage est à 360°, soit plus simplement il y a une explosion à chaque tour moteur (équivalent à un monocylindre 2-temps), alternativement le cylindre droit puis le gauche.
Les concurrentes de l'époque sont la Honda Africa Twin, mais avec une puissance et une vitesse de pointe moindres, la Cagiva 900 Elefant, qui innovait sur ce type de moto avec l'injection électronique et les Suzuki DR 750/DR 800 (monocylindres).